# Hans von Blixen-Finecke (1916–2005)
Hans "Moppe" Gustaf Nils Fredrik Bror von Blixen-Finecke, född 20 juli 1916 i Linköping, död 16 februari 2005 i Penzance, Cornwall, England, var en svensk militär och tävlingsryttare. Han var son till Hans von Blixen-Finecke (1886-1917) och Hilla-Brita Trolle (1894-1943) från Trollenäs slott, i hennes första gifte. 

## Biografi
Hans von Blixen-Finecke föddes 1916 i Linköping. Han var son till löjtnanten Hans von Blixen-Finecke vid Skånska dragonregementet och Hilla-Brita Trolle.
Efter studentexamen började Hans von Blixen-Finecke på kavalleriets aspirantskola, fortsatte på krigsskolan Karlberg och utnämndes till fänrik vid kavalleriet 1937. Han blev ryttmästare 1946 och adjutant vid Arméns rid- och körskola på Strömsholm fram till 1950, major 1957 och från 1959 chef över Strömsholm, överstelöjtnant på revervstat 1964.
Som tävlingsryttare tävlade han i steeplechase, fälttävlan, dressyr och hoppning. Vid olympiaden i Helsingfors 1952 blev han guldmedaljör i fälttävlan med Jubal. Han har varit verksam som tränare i England, USA och Australien med flera länder samt publicerat handböcker i ridning och hästträning.
Han var också en framgångsrik amatörjockey, mestadels över hinder. 1944 var han amatörchampion på hinder i Sverige. 

### Familj
von Blixen-Finecke gifte sig 4 april 1942 i Seglora kyrka i Stockholm med friherrinnan Anna Beck-Friis (1921–1985), dotter till förste kanslisekreteraren friherre Joachim Beck-Friis i Försvarsdepartementet och Signe Maria Juliana Catharina Grenander.